# ロスシャー統監
ロスシャー統監（ロスシャーとうかん、英語: Lord Lieutenant of Ross-shire）は、イギリスの官職。統監の1つで、ロスシャーを担当する。1789年に勃発したフランス革命がヨーロッパ諸国に飛び火するとともに1792年にはスコットランド各地で暴動がおこり、地方政府の対応に不満を感じたイギリス政府は1794年にイングランドの統監職をスコットランドでも常設職として設立した。1889年地方政府(スコットランド)法第39条によりロスシャーとクロマーティシャーがロス・アンド・クロマーティに統合され、統監職もロス・アンド・クロマーティ統監に移行した。

## 一覧
- 1794年3月17日 – 1815年1月11日：フランシス・マッケンジー（英語版）（のち初代シーフォース男爵）[3]
- 1815年9月28日 – 1826年4月26日：第4代準男爵サー・ヘクター・マッケンジー（英語版）[3]
- 1826年5月1日 – 1843年3月8日：第5代準男爵サー・ジェームズ・ウィームズ・マッケンジー[3]
- 1843年3月21日 – 1866年6月21日：ヒュー・ダンカン・ベイリー（英語版）[3]
- 1866年6月27日 – 1878年12月31日：初代準男爵サー・ジェームズ・マセソン[3]
- 1879年2月18日 – 1881年9月18日：ダンカン・デイヴィッドソン（英語版）[3]
- 1881年12月2日 – 1892年：第6代準男爵サー・ケネス・スミス・マッケンジー（英語版）[3]
  - 1892年にロス・アンド・クロマーティ統監に移行[3]